# توپ پیخانس
توپ پیخانس (انگلیسی: Paixhans gun)، اولین توپ دریایی بود که برای شلیک گلوله‌های انفجاری خمپاره طراحی شد. این توپ توسط ژنرال فرانسوی هانری-ژوزف پیخانس در ۱۸۲۲–۱۸۱۸ توسعه یافت.